# فرانكو شي
فرانكو شي (بالإسبانية: Franco Shea)‏ هو لاعب كرة قدم أرجنتيني في مركز الهجوم، ولد في 28 نوفمبر 1997 في روساريو في الأرجنتين. لعب مع إنديبندينتي.

## وصلات خارجية
- فرانكو شي على موقع Soccerway.com (الإنجليزية)